# Bithia maculifacies
Bithia maculifacies là một loài ruồi trong họ Tachinidae.